# Eclipse 550
Eclipse 550 — лёгкий реактивный пассажирский самолёт, дальнейшее развитие самолёта аналогичного класса Eclipse 500. Разработан американской компанией Eclipse Aerospace. Первая поставка заказчикам была завершена 12 марта 2014 года.

## Конструкция
Eclipse 550 представляет собой моноплан с низко расположенным крылом и двумя турбовентиляторными двигателями Pratt & Whitney PW610F установленными по бокам хвостовой части фюзеляжа. Самолёт изготовлен из дюралюминия с применением современного метода фрикционной сварки, что снижает массу конструкции.

### Технические характеристики
- Экипаж: 1-2 человек
- Пассажиры: 4-5 человек
- Длина: 10,10 м
- Размах крыла: 11,40 м
- Высота: 3,40 м
- Площадь крыла:
- Профиль крыла:
- Масса пустого: 1 610 кг
- Масса снаряженного:
- Нормальная взлетная масса:
- Максимальная взлетная масса: 2 504 кг
- Двигатель 2 ТРДД Pratt & Whitney Canada PW610F
- Тяга: 2 x 4.0 кН [2]

### Лётные характеристики
- Максимальная скорость: 685 км/ч
  - у земли:
  - на высоте м:
- Крейсерская скорость: 680 км/ч
- Практическая дальность: 2 084 км
- Практический потолок: 12 500 м
- Скороподъёмность: м/с
- Нагрузка на крыло: кг/м²
- Тяговооружённость: Вт/кг
- Максимальная эксплуатационная перегрузка: [2]